# Trichopezizella barbata
Trichopezizella barbata (Kunze ex Fr.) Raitv. – gatunek grzybów należący do klasy patyczniaków (Leotiomycetes).

## Systematyka i nazewnictwo
Pozycja w klasyfikacji według Index Fungorum: Trichopezizella, Solenopeziaceae, Helotiales, Leotiomycetidae, Leotiomycetes, Pezizomycotina, Ascomycota, Fungi.
Po raz pierwszy opisali go w 1822 r. Gustav Kunze i Elias Fries, nadając mu nazwę Peziza barbata. Obecną nazwę nadał mu w 1970 r. Aiin Raitviir. Ma kilkanaście synonimów. Niektóre z nich:
- Dasyscyphus barbatus (Kunze ex Fr.) Massee 1895
- Lachnella pellita (Pers.) Mussat 1901
- Lachnum barbatum (Kunze ex Fr.) J. Schröt. 1893

## Morfologia
Owocniki
Typu apotecjum bez trzonu, o średnicy 0,2–0,5 (0,8) mm, w młodym wieku zamknięte, kuliste, później w kształcie miseczki lub kielicha. Powierzchnia zewnętrzna wełnisto-włosista, brązowa do orzechowo-brązowej, powierzchnia wewnętrzna biaława do jasnożółtej, gładka. Włoski na krawędziach bardzo długie i grube. Miąższ białawy do jasnobrązowego, bez zapachu.
Cechy mikroskopowe
Zarodniki białe 8,7–13,8 × 1,8–3,0 µm, o kształcie od wrzecionowatego do cylindrycznego lub wydłużone elipsoidalnie, szkliste, gładkie. Worki 8- zarodnikowe, amyloidalne, także niedojrzałe, często widoczne rozgałęzione worki.

## Występowanie i siedlisko
Podano występowanie Trichopezizella barbata w niektórych krajach Europy. W Polsce do 2006 r. znane było tylko jedno stanowisko i to dawne, podane przez Schroetera w 1908 r. (pod nazwą Lachnum barbatum na martwych pędach wiciokrzewu).
Grzyb nadrzewny występujący przez cały rok na drewnie lub korze żywych i martwych drzew i krzewów.